# ورزشگاه کاظم قره‌بکر
ورزشگاه کاظم کارابکیر (ترکی استانبولی: Kazım Karabekir Stadyumu) یک ورزشگاه در شهر ارزروم است که میزبانی مسابقات باشگاه فوتبال ارزروم‌اسپور و باشگاه فوتبال بویوک‌شهر بلدیه ارزروم‌اسپور را برعهده دارد.